# Mount Mitchell
Mount Mitchell is de hoogste berg van de Appalachen, een gebergte in het oosten van de Verenigde Staten. De berg is 2.037 meter hoog en ligt in de staat North Carolina.